# Alice Oseman
Alice Oseman (Kent, Regne Unit, 16 d'octubre de 1994) és una escriptora britànica de ficció per a joves. Va aconseguir el seu primer acord editorial als 17 anys i va publicar la seva primera novel·la, Solitaire, el 2014. També és autora de Radio Silence, I Was Born For This, Loveless i del reeixit còmic Heartstopper. Una sèrie de televisió homònima basada en aquest es va estrenar el 2022.

## Premis i nominacions
| Any  | Premi                   | Categoria                          | Nominat               | Resultat  |
| ---- | ----------------------- | ---------------------------------- | --------------------- | --------- |
| 2017 | Inky Awards             | Silver Inky (Ficció Internacional) | Radio Silence         | Guanyador |
| 2018 | United By Pop Awards    | YA Book of the Year                | I Was Born For This   | Guanyador |
| 2020 | Goodreads Choice Awards | Best Graphic Novels & Comics       | Heartstopper Volume 3 | Guanyador |